# 斯克里皮齊亞
51°19′6″N 24°8′58″E / 51.31833°N 24.14944°E
斯克里皮齊亞（烏克蘭語：Скрипиця），是烏克蘭的村落，位於該國西部沃倫州，由科韋利區負責管轄，面積1.23平方公里，海拔高度190米，2001年人口226，人口密度每平方公里183.74人。